# Murdered Love
| Оценки критиков    | Оценки критиков |
| Источник           | Оценка          |
| ------------------ | --------------- |
| Allmusic           | [ 5 ]           |
| Christianity Today | [ 6 ]           |
| Jesusfreakhideout  | [ 7 ]           |
| Sputnikmusic       | [ 8 ]           |
| Revolver           | [ 9 ]           |
| Ultimate Guitar    | [ 10 ]          |

Murdered Love — восьмой студийный альбом христианской ню-метал-группы P.O.D., выпущенный 10 июля 2012. До официального релиза альбома три песни из него были доступны для загрузки. Две из них, «Eyez» и демоверсия «On Fire» были доступны бесплатно на сайте группы. В записи песен для альбома приняли участие приглашённые вокалисты: Джейми Джаста из Hatebreed, Сен Дог из Cypress Hill и Sick Jacken из Psycho Realm.
«Lost in Forever (Scream)», первый сингл альбома, дебютировал на 12-й строчке на mainstream rock charts и на первых строчках Active Rock и Christian Rock. Клип вышел 14 мая 2012 и был просмотрен более 2,5 миллионов раз. Второй сингл, «Higher», был выпущен в октябре, а «Beautiful», третий и последний сингл из Murdered Love — в марте.
Семпл «West Coast Rock Steady», пятого трека альбома, записанного совместно с Sen Dog из Cypress Hill, присутствовал на ESPN. Песня «Beautiful» присутствовала в эпизоде телевизионного шоу Comedy Central «Workaholics».
3 июля группа представила видео на «Murdered Love», снятое Рамоном Боутвисетом.

## Синглы
«Lost in Forever (Scream)» — первый сингл и достиг 26й строчки в чарте US Rock Songs, 30-й в US Hot Modern Rock Tracks, а также первых строчек Active Rock и Christian Rock и третьей строчки в Hot Mainstream Rock Tracks. Музыкальное видео дебютировало 14 мая.

## Список композиций
Все тексты написаны Sonny Sandoval, вся музыка написана P.O.D.
| №                   | Название                                                     | Длительность |
| ------------------- | ------------------------------------------------------------ | ------------ |
| 1.                  | «Eyez» (featuring Jamey Jasta of Hatebreed)                  | 2:47         |
| 2.                  | «Murdered Love» (featuring Sick Jacken of Psycho Realm)      | 3:45         |
| 3.                  | «Higher»                                                     | 3:22         |
| 4.                  | «Lost in Forever»                                            | 4:06         |
| 5.                  | «West Coast Rock Steady» (featuring Sen Dog of Cypress Hill) | 3:05         |
| 6.                  | «Beautiful»                                                  | 3:53         |
| 7.                  | «Babylon the Murderer»                                       | 4:19         |
| 8.                  | «On Fire»                                                    | 3:44         |
| 9.                  | «Bad Boy»                                                    | 3:18         |
| 10.                 | «Panic & Run»                                                | 3:16         |
| 11.                 | «I Am»                                                       | 5:10         |
| Общая длительность: | Общая длительность:                                          | 40:45        |

| №   | Название     | Длительность |
| --- | ------------ | ------------ |
| 12. | «Find a Way» | 2:53         |

| №   | Название                                         | Длительность |
| --- | ------------------------------------------------ | ------------ |
| 12. | «Lost in Forever (Scream)» (Music video)         | 4:19         |
| 13. | «Lost in Forever (Scream)» (Making of the video) | 3:58         |

## Над альбомом работали
P.O.D.
- Сонни Сандовал — вокал
- Вув Бернандо − барабаны, перкуссия, ритм-гитара, бэк-вокал
- Траа Дэниэлс − бас-гитара, бэк-вокал
- Marcos Curiel − гитара, колокольчики, музыкальное программирование, бэк-вокал

Производство
- Продюсер — Ховард Бенсон
- Инжиниринг — Майк Плотников, Пол ДеКарли и Hatsukazu «Hatch» Inagaki

## Чарты
Данные чартов из Billboard (North America)

### Альбом
| Year | Chart                   | Position |
| ---- | ----------------------- | -------- |
| 2012 | The Billboard 200       | 17       |
| 2012 | Top Christian Christian | 1        |
| 2012 | Top Rock Albums         | 2        |
| 2012 | Top Alternative Albums  | 2        |
| 2012 | Top Hard Rock Albums    | 2        |

### Синглы
| Year | Single                     | Chart                     | Position |
| ---- | -------------------------- | ------------------------- | -------- |
| 2012 | «Lost in Forever (Scream)» | US Mainstream Rock Tracks | 3        |
| 2012 | «Lost in Forever (Scream)» | US Modern Rock Tracks     | 30       |
| 2012 | «Higher»                   | US Mainstream Rock Tracks | 18       |